# Marco Andreolli
Marco Andreolli (ur. 10 czerwca 1986 w Ponte dell’Olio) – włoski piłkarz występujący na pozycji środkowego obrońcy. Obecnie bez przynależności klubowej.

## Kariera klubowa
Jest wychowankiem klubu Calcio Padova, w którego szkółce trenował od 1994 r.

### Inter
Zawodową karierę rozpoczął w Interze Mediolan do którego przeniósł się w 2003 r. Jako członek drużyny Primavery zdobył w 2005 Młodzieżowy Puchar Włoch. 29 maja 2005 zadebiutował w barwach Nerazzurrich w Serie A w meczu z Regginą. 6 grudnia 2005 zagrał po raz pierwszy w rozgrywkach Ligi Mistrzów w spotkaniu z Rangers. 29 listopada 2006 zaliczył premierowe trafienie dla Interu w meczu Pucharu Włoch z ACR Messina.

### Roma
27 lipca 2007 trafił do Romy w rozliczeniu za transfer Cristiana Chivu na zasadzie współwłasności za 3 mln euro. Następnie w styczniu 2008 został wypożyczony do drugoligowej Vicenzy. Pierwsze spotkanie dla Biancorossich rozegrał 5 kwietnia 2008 z Pizą. Ogółem dla Vicenzy wystąpił w zaledwie 3 spotkaniach, co spowodowane było odniesioną kontuzją. Latem 2008 stał się w 100% zawodnikiem Romy, która nawet nie musiała za niego nic płacić. W sezonie 2008/2009 został powtórnie wypożyczony, tym razem do Sassuolo, gdyż chciał grać regularnie o co w Interze lub Romie nie mógł marzyć. Premierowe spotkanie dla Neroverdich przypadło na potyczkę ligową z Pizą. Dla zespołu ze stadionu Alberta Braglii zaliczył 28 meczów i zdobył jedną bramkę w meczu z US Grosseto (13 września 2008). Po powrocie do Rzymu grał rzadko. Debiutował 6 sierpnia 2009 w spotkaniu z KAA Gent w kwalifikacjach do Ligi Europy. 22 października 2009 w meczu fazy grupowej Ligi Europy z Fulham Londyn zdobył bramkę wyrównując stan meczu w 94 minucie spotkania. Latem 2010 wobec braku występów w barwach Romy zażądał odejścia.

### Chievo
24 sierpnia został sprzedany do Chievo Werona za kwotę 800.000 euro. Podpisany wówczas kontrakt związał go z klubem na rok. Debiut w barwach klubu z Werony odbył się 29 sierpnia 2010 w ligowym starciu z Catanią. 24 stycznia 2011 połowa jego karty zawodniczej została odsprzedana Interowi za 885.000 euro. Stan taki nie potrwał długo, gdyż 22 czerwca 2011 Nerazzurri zbyli swe prawa do niego za 500.000 i pozyskali z Chievo Michele Rigonego. 18 marca zaliczył pierwsze trafienie dla Chievo pokonując golkipera Bologny. Dla klubu z Werony zagrał w 73 spotkaniach ligowych i strzelił 3 bramki.

### Powrót do Interu
6 lipca 2013 został ponownie piłkarzem Interu Mediolan po wygaśnięciu kontraktu z Gialloblu i otrzymał koszulkę z numerem 6, którą wcześniej posiadał Matias Silvestre. Podpisany z Nerazzurrimi kontrakt wiąże go do czerwca 2017. 11 stycznia 2015 roku w meczu przeciwko Genoi, Andreolli był kapitanem drużyny Interu, co sam w pomeczowym wywiadzie określił jako "spełnienie marzeń".
31 sierpnia 2015 roku po zaledwie 10 występach w ciągu dwóch lat został wypożyczony do Sevilli. Dzięki kontuzji Adil Ramiego zadebiutował w La Liga już 11 września w zremisowanym 1:1 meczu z Levante UD. 21 listopada w trakcie meczu z Real Sociedad zerwał ścięgno Achillesa i wypadł z gry do końca sezonu.
30 czerwca 2017 roku kontrakt z Interem wygasł i klub nie zdecydował się przedłużyć umowy.

### Cagliari
Tydzień później jako wolny zawodnik Andreolli podpisał dwuletni kontrakt z Cagliari Calcio.

### Powrót do Chievo
W ostatnim dniu zimowego okna transferowego 2019 roku, Andreolli przeszedł do walczącej o utrzymanie drużyny Chievo Werona. Po wygaśnięciu kontraktu piłkarz pozostaje bez klubu.

## Kariera reprezentacyjna
Andreolli ma za sobą występy w młodzieżowych reprezentacjach Włoch: U-17, U-18, U-19, U-20 i U-21. Reprezentacyjny debiut w drużynie U-21 miał miejsce 15 sierpnia 2006 w meczu z Chorwacją. Brał między innymi udział w Mistrzostwach Europy U-21 2009 w których Italia zdobyła brązowy medal.

## Styl gry
Jego naturalną pozycją jest środkowa obrona, gdzie woli grać jako obrońca ustawiony bardziej z lewej strony w czteroosobowym bloku obronnym. Potrafi także zagrać jako prawy defensor. Jego atutem jest gra głową oraz walka bark w bark.

## Sukcesy
- Mistrzostwo Włoch: 2006, 2007
- Puchar Włoch: 2004/2005, 2005/2006
- Superpuchar Włoch: 2006, 2007
- Młodzieżowy Puchar Włoch: 2005/2006
- Mistrzostwa Europy U-21 2009:  Brąz

## Statystyki
Stan na 24 listopada 2015
| Klub           | Sezon     | Liga  | Liga | Liga   | Puchar | Puchar | Puchar | Europa | Europa | Europa | Razem | Razem | Razem  |
| Klub           | Sezon     | Mecze | Gole | Asysty | Mecze  | Gole   | Asysty | Mecze  | Gole   | Asysty | Mecze | Gole  | Asysty |
| -------------- | --------- | ----- | ---- | ------ | ------ | ------ | ------ | ------ | ------ | ------ | ----- | ----- | ------ |
| Inter Mediolan | 2004/2005 | 1     | 0    | 0      | 0      | 0      | 0      | 0      | 0      | 0      | 1     | 0     | 0      |
| Inter Mediolan | 2005/2006 | 2     | 0    | 0      | 2      | 0      | 0      | 1      | 0      | 0      | 5     | 0     | 0      |
| Inter Mediolan | 2006/2007 | 4     | 0    | 0      | 2      | 1      | 0      | 1      | 0      | 0      | 7     | 1     | 0      |
| Inter Mediolan | Razem     | 7     | 0    | 0      | 4      | 1      | 0      | 2      | 0      | 0      | 12    | 1     | 0      |
| AS Roma        | 2007/2008 | 0     | 0    | 0      | 0      | 0      | 0      | 0      | 0      | 0      | 0     | 0     | 0      |
| Vicenza Calcio | 2008      | 3     | 0    | 0      | 0      | 0      | 0      | 0      | 0      | 0      | 3     | 0     | 0      |
| US Sassuolo    | 2008/2009 | 28    | 1    | 0      | 0      | 0      | 0      | 0      | 0      | 0      | 28    | 1     | 0      |
| AS Roma        | 2009/2010 | 8     | 0    | 0      | 1      | 0      | 0      | 6      | 1      | 1      | 15    | 1     | 1      |
| Chievo Werona  | 2010/2011 | 28    | 0    | 0      | 1      | 0      | 0      | 0      | 0      | 0      | 29    | 0     | 0      |
| Chievo Werona  | 2011/2012 | 23    | 1    | 0      | 1      | 0      | 0      | 0      | 0      | 0      | 24    | 1     | 0      |
| Chievo Werona  | 2012/2013 | 28    | 2    | 0      | 0      | 0      | 0      | 0      | 0      | 0      | 30    | 2     | 0      |
| Chievo Werona  | Razem     | 79    | 3    | 0      | 2      | 0      | 0      | 0      | 0      | 0      | 81    | 3     | 0      |
| Inter Mediolan | 2013/2014 | 4     | 1    | 0      | 0      | 0      | 0      | 0      | 0      | 0      | 4     | 1     | 0      |
| Inter Mediolan | 2014/2015 | 6     | 0    | 0      | 1      | 0      | 0      | 5      | 0      | 0      | 12    | 0     | 0      |
| Sevilla FC     | 2015/2016 | 7     | 0    | 0      | 0      | 0      | 0      | 2      | 0      | 0      | 9     | 0     | 0      |
| Łącznie        | Łącznie   | 142   | 5    | 0      | 8      | 1      | 0      | 15     | 1      | 1      | 161   | 7     | 1      |